# 素隠居

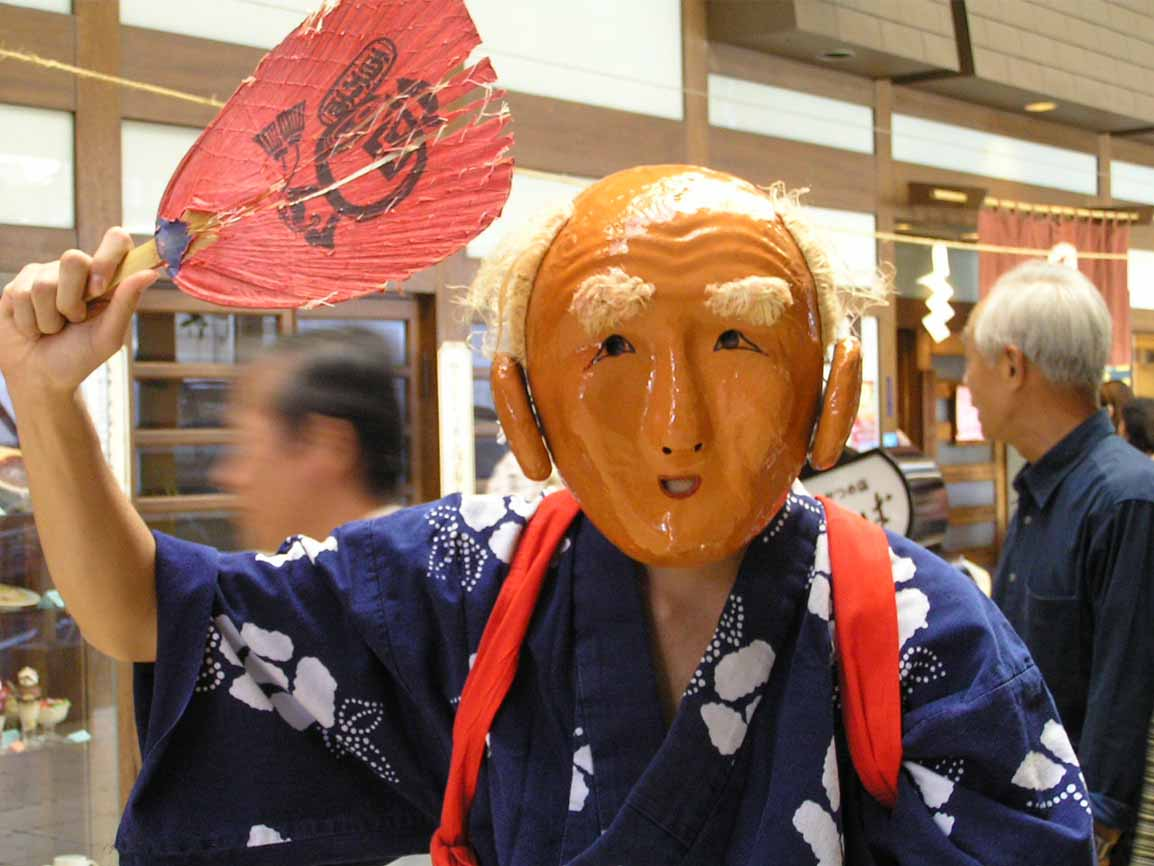
素隠居（すいんきょ）

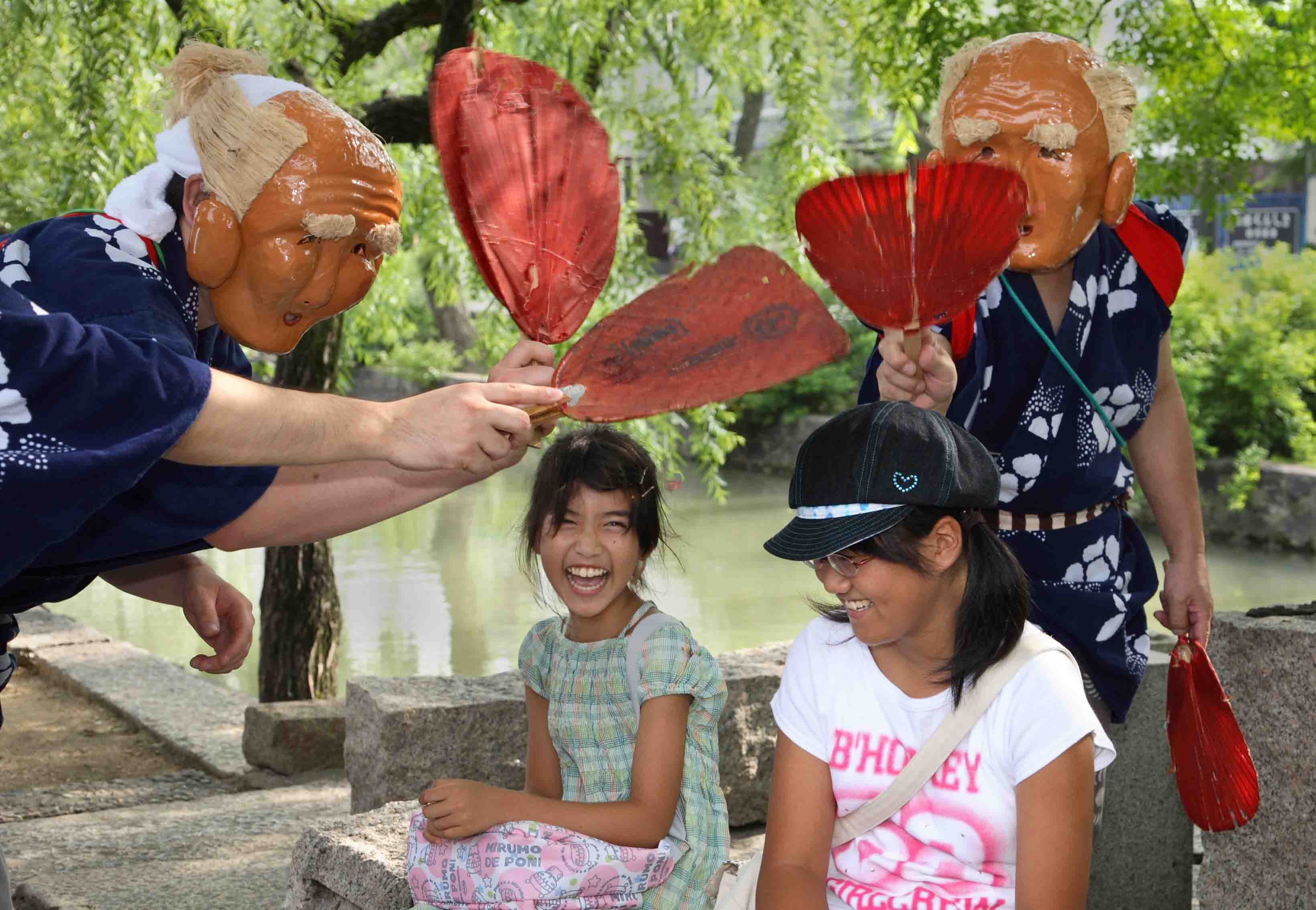
くらしき代官夏祭りでのひとコマ

素隠居（すいんきょ）とは、岡山県倉敷市にある阿智神社の例祭の御神幸の雌雄の獅子に付き添う老人の面をかぶった若者を指す。

## 概要
元禄5年（1692年）、阿智神社にほど近い戎町の宰領を務めていた沢屋善兵衛が寄る年波に勝てず、人形師の柳平楽に頼んで「翁」（じじ）と「媼」（ばば）の面を作らせ、店の若者にこの面を被らせ、主人の代理として御神幸の行列に参加したことに始まるとされている。素隠居という呼び名は明治以後誰彼となく、この「じじとばば」のことを呼びはじめたようだが、ただの御隠居という意味で「素の隠居」であったり、「素晴らしい隠居」であったり、「素朴な隠居」というような意味が語られている。
この素隠居の面は見た通り、らっきょうの形に似ていることから怯えながらもこの素隠居を挑発する子供達は「すいんきょ、らっきょう、くそらっきょう」とはやしたてて逃げまどう。素隠居が持っている渋うちわで頭を叩かれると、賢くなるとか、健康になるとか言われている。
また、別の言い伝えには、この素隠居は神代の昔、天孫降臨の御先導を承った塩土翁の由縁にちなんで、御神幸の通路を清めて悪魔祓いするのだという説もある。
だから、倉敷の祭りでは、親たちは子供たちが怯え、泣き叫んでもその子供たちの頭を素隠居の前に差し出したり、お年寄りは素隠居に手を合わし、感謝をしながら、頭を叩かれるという、奇妙な風景が展開される。

## 歴史
1. 江戸期の素隠居 / 獅子の後足
弘化4年丁羊（ひのとひつじ）年（1847年）の御神幸の行列では、町別に分別が定まり、御輿太鼓や壇尻など長大な行列であった。その中に戎町として男獅子祖父添（ヂヂ）、女獅子祖母添（ババ）が見える。これが、元禄5年（1692年）御神幸の始まる時戎町の宰領、沢屋善兵衛が寄る年波に勝てず、宮坂町の人形師柳平楽に頼んで、「じじ」と「ばば」の面を作らせて若者に被らせて主人の代理として行列に参加させた素隠居の祖であろうとされるものである。
その衣裳は、上が唐獅子牡丹、下が獅子のひねり毛の模様であった。
2. 明治期の素隠居 / 町の青年団多数
歩く行列が主体である御神幸の列にとって、練り歩く御輿太鼓（千歳楽）などと歩調が合わないため町内毎に歩くようになっていった。大勢の観衆の前で練ったり、差し上げたりするのに子供がたくさん群がれば危ない。そこで、青年団が考えたのが素隠居の活用だった。衣裳や面も安いし，団扇も役立った。この素隠居は、もはや獅子の後足ではないので一人で走った。子供を追っかけて走った。
3. 昭和期大戦後の素隠居 / 女性の素隠居集団
藤間美千代の作詞で『素隠居音頭』ができた。踊りも振付けられた。一時期200人から300人の舞踊家が倉敷川河畔を取り囲んで、踊る景色が見られた。